# Ющик Олексій Іванович
Олексі́й Іва́нович Ю́щик (* 27 жовтня 1947), с. Радичів, Коропський район Чернігівської області  — український політик.

## Біографічні відомості
1967–1968 — служба в армії. 1969–1973 — студент, Ленінградський державний університет. 1973–1975 — юрисконсульт, Києво-Святошинське райоб'єднання і Київське облоб'єднання «Сільгосптехніка». 1975–1992 — помічник прокурора Подільського, Ленінградського районів м. Києва; начальник юридичного відділу, Київське ВО «Електромаш».

## Державно-правова діяльність
З 1992 — старший консультант, головний консультант секретаріату Комісії ВР України у питаннях законодавства і законності, 1994–1998 — радник з правових питань Голови ВР України.

## Політично-громадська діяльність
Був членом Політради Соціалістичної партії України.
Від березня 1998 до квітня 2002 — Народний депутат України 3-го скликання, за списками блоку Соціалістичної партії України та Селянської партії.

## Законодавча діяльність
Співініціатор законопроєкту про судоустрій України 2002 р., що був прийнятий як Закон.

## Наукові напрямки
Кандидатська дисертація «Правова реформа як спосіб перетворення (реорганізації) інститутів держави» (1996). Докторська дисертація «Теоретичні проблеми законодавчого процесу» (Інститут держави і права імені В.Корецького НАНУ, 2005). Доктор юридичних наук.

## Почесні звання
Заслужений юрист України (травень 2009).